# José Carlos Pace
José Carlos Pace, ou Carlos Pace, o Moco (São Paulo, 6 de outubro de 1944 — Mairiporã, 18 de março de 1977) foi um piloto brasileiro de Fórmula 1, vencedor do Grande Prêmio do Brasil de 1975.

## Carreira
De ascendência italiana, estreou no automobilismo em 1963, disputando provas de Turismo pela equipe Willys. Em 1964, foi um dos pilotos do Desafio 50 mil quilômetros no Autódromo de Interlagos.
Em 1970, já na Europa, disputou o Campeonato Inglês de Fórmula 3, sagrando-se campeão.
Em 1971 venceu o GP de Imola de Fórmula 2. Com esta vitória, conseguiu um convite para integrar a equipe de Protótipos da Ferrari a partir da temporada de 1972, tendo como melhor resultado o 2º lugar nas 24 Horas de Le Mans de 1973 e Arturo Merzario como parceiro com a Ferrari 312PB. No Campeonato Mundial de Carros Esportivos de 1973, com essa Ferrari a dupla fez mais sete corridas naquele ano: Vallelunga, Dijon, Monza, Spa-Francorchamps, Nürburging, Zeltweg e Watkins Glen. Seus melhores resultados: 2º em Nürburgring e o 3º lugar em Watkins Glen.
O ingresso na Fórmula 1 deu pela equipe Williams, que na época utilizava carros March da temporada anterior. Ainda assim, Pace pontuou duas vezes, terminando o campeonato em 16º lugar, com três pontos.
No ano seguinte, paralelamente ao Campeonato de Protótipos, disputou a Fórmula Um pela equipe Surtees. Terminou o campeonato em 11º lugar, com 7 pontos, conseguindo como melhor resultado o 3º lugar na Áustria. Foi escolhido o quarto melhor piloto do mundo pelo anuário Autocourse, perdendo para Jackie Stewart, Ronnie Peterson e Emerson Fittipaldi.
Em 1974, começou a temporada novamente na Surtees. Na metade da temporada, mudou de equipe, passando a disputar o campeonato pela Brabham, onde conseguiu o segundo lugar em Watkins Glen, nos Estados Unidos. Terminou o campeonato em 12º lugar, com 11 pontos.

Em 1971

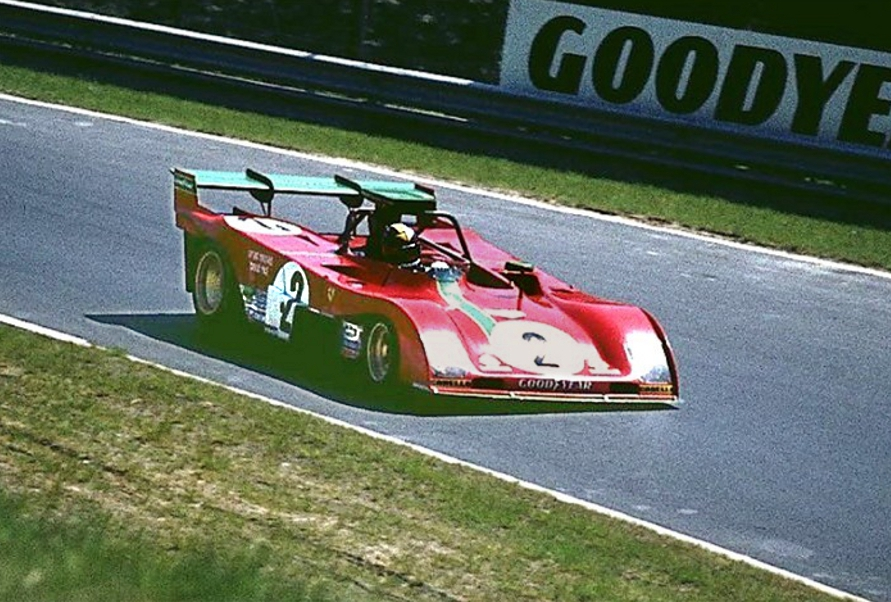
José Carlos Pace, em Nürburgring, 1973.

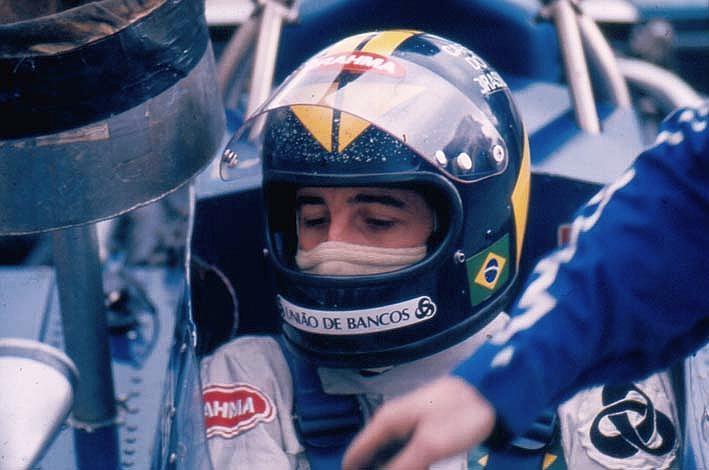
Carlos Pace em 1973

Em 1975, disputando a temporada pela Brabham, Pace fez sua melhor temporada no automobilismo. Além da Fórmula 1, participou do Campeonato Brasileiro de Turismo e sagrou-se campeão do Grupo 1. Venceu também as 25 horas de Interlagos. Seu principal feito na temporada veio no segundo GP de 1975, no Brasil. Pace venceu a corrida, fazendo dobradinha com Emerson Fittipaldi; a primeira na Fórmula 1. Terminou a temporada em 6º, com 24 pontos.
O campeonato de 76 não foi muito bom para Pace. Utilizando os motores Alfa Romeo, que eram pesados e gastavam muita gasolina, fez apenas 7 pontos, terminando em 14º lugar. Naquele ano atuou como dublê de Al Pacino no filme Bobby Deerfield nas cenas de competição nos GPs do Brasil, África do Sul e Estados Unidos.
Em 1977, um segundo lugar no Grande Prêmio da Argentina foi o último pódio e os últimos pontos de José Carlos Pace. Participou de mais duas corridas, Brasil e África do Sul, sem pontuar.

### Morte
No dia 18 de março de 1977, o avião em que viajava, um pequeno monomotor de propriedade do também piloto Marivaldo Fernandes, bateu numa árvore na Serra da Cantareira, município de Mairiporã, após decolar do Aeroporto Campo de Marte no início de uma violenta tempestade, tendo Pace e os outros quatro ocupantes (inclusive Marivaldo) morte imediata. 
Entre 1977 e 2024, esteve sepultado no Cemitério do Araçá, mas em 28 de agosto de 2024, seus restos mortais foram trasladados para o Autódromo de Interlagos, em cerimônia com familiares e pilotos veteranos do automobilismo brasileiro.
Em 1985, o Autódromo de Interlagos foi batizado Autódromo José Carlos Pace em sua homenagem.

## Fórmula 1
(Legenda: Corrida em negrito indica pole position e em itálico indicam volta mais rápida.)
| Ano  | Equipe                          | Chassis       | Motor                 | Pneus | 1       | 2       | 3       | 4       | 5       | 6       | 7       | 8      | 9       | 10    | 11      | 12      | 13      | 14      | 15      | 16      | Pontos | Posição |
| ---- | ------------------------------- | ------------- | --------------------- | ----- | ------- | ------- | ------- | ------- | ------- | ------- | ------- | ------ | ------- | ----- | ------- | ------- | ------- | ------- | ------- | ------- | ------ | ------- |
| 1972 | Team Williams Motul             | March 711     | Ford Cosworth DFV V8  | G     | RSA 17  | ESP 6   | MON 17  | BEL 5   | FRA Ret | GBR Ret | GER NC  | AUT NC | ITA Ret | CAN 9 | EUA Ret |         |         |         |         |         | 3      | 18º     |
| 1973 | Brooke Bond Oxo Team Surtees    | Surtees TS14A | Ford Cosworth DFV V8  | F     | ARG Ret | BRA Ret | RSA Ret | ESP Ret | BEL 8   | MON Ret | SUE 10  | FRA 13 | GBR Ret | HOL 7 | GER 4   | AUT 3   | ITA Ret | CAN 18  | EUA Ret |         | 7      | 11º     |
| 1974 | Team Surtees                    | Surtees TS16  | Ford Cosworth DFV V8  | F     | ARG Ret | BRA 4   |         |         |         |         |         | HOL    |         |       |         |         |         |         |         |         | 11     | 12º     |
| 1974 | Bang & Olufsen Team Surtees     | Surtees TS16  | Ford Cosworth DFV V8  | F     |         |         | RSA 11  | ESP 13  | BEL Ret | MON Ret | SUE Ret | HOL    |         |       |         |         |         |         |         |         | 11     | 12º     |
| 1974 | John Goldie Racing with Hexagon | Brabham BT42  | Ford Cosworth DFV V8  | F     |         |         |         |         |         |         |         | HOL    | FRA NQ  |       |         |         |         |         |         |         | 11     | 12º     |
| 1974 | Motor Racing Developments Ltd   | Brabham BT44  | Ford Cosworth DFV V8  | G     |         |         |         |         |         |         |         | HOL    |         | GBR 9 | GER 12  | AUT Ret | ITA 5   | CAN 8   | EUA 2   |         | 11     | 12º     |
| 1975 | Brabham Martini Racing          | Brabham BT44B | Ford Cosworth DFV V8  | F     | ARG Ret | BRA 1   | RSA 4   | ESP Ret | MON 3   | BEL 8   | SUE Ret | HOL 5  | FRA Ret | GBR 2 | GER Ret | AUT Ret | ITA Ret | EUA Ret |         |         | 24     | 6º      |
| 1976 | Brabham Martini Racing          | Brabham BT45  | Alfa Romeo 115-12 F12 | F     | BRA 10  | RSA Ret | USW 9   | ESP 6   | BEL Ret | MON 9   | SUE 8   | FRA 4  | GBR 8   | GER 4 | AUT Ret | HOL Ret | ITA Ret | CAN 7   | EUA Ret | JAP Ret | 7      | 14º     |
| 1977 | Brabham Martini Racing          | Brabham BT45  | Alfa Romeo 115-12 F12 | F     | ARG 2   | BRA Ret |         |         |         |         |         |        |         |       |         |         |         |         |         |         | 6      | 15º     |
| 1977 | Brabham Martini Racing          | Brabham BT45B | Alfa Romeo 115-12 F12 | F     |         |         | RSA 13  |         |         |         |         |        |         |       |         |         |         |         |         |         | 6      | 15º     |

## 24 Horas de Le Mans[9]
| Ano  | Equipe            | Nº | Co-Pilotos      | Chassi               | Pneus | Classe | Voltas | Posição | Posição Na Categoria |
| Ano  | Equipe            | Nº | Co-Pilotos      | Motor                | Pneus | Classe | Voltas | Posição | Posição Na Categoria |
| ---- | ----------------- | -- | --------------- | -------------------- | ----- | ------ | ------ | ------- | -------------------- |
| 1973 | SpA Ferrari SEFAC | 16 | Arturo Merzario | Ferrari 312PB        | G     | S 3.0  | 349    | 2º      | 2º                   |
| 1973 | SpA Ferrari SEFAC | 16 | Arturo Merzario | Ferrari 3.0L Flat-12 | G     | S 3.0  | 349    | 2º      | 2º                   |